# Chauvigny
Chauvigny település Franciaországban, Vienne megyében. Lakosainak száma 7037 fő (2022. január 1.). Chauvigny Archigny, Bonnes, Chapelle-Viviers, Fleix, Jardres, Lauthiers, Leignes-sur-Fontaine, Paizay-le-Sec, Pouillé, Valdivienne és Sainte-Radégonde községekkel határos.

## Népesség
A település népességének változása:
| Lakosok száma | 7086 | 7105 | 7182 | 7049 | 7045 | 7062 | 7084 | 7099 | 7037 |
|               | 2013 | 2015 | 2016 | 2017 | 2018 | 2019 | 2020 | 2021 | 2022 |